# Vlachovo
Vlachovo (allemand : Lampertsdorf, hongrois : Oláhpatak), est un village de Slovaquie situé dans la région de Košice.

## Histoire
La première mention écrite du village date de 1247, au temps du royaume de Hongrie. Le nom de Vlachovo évoque les Valaques et leurs transhumances entre la Valaquie morave et la Marmatie. C'est le lieu de naissance de Gyula Andrássy (1823-1890). En 2005, la commune fut élue village slovaque de l'année.

## Démographie

### Évolution de la population
| Année:               | 1994. | 2004. | 2014.   | 2024.    |
| -------------------- | ----- | ----- | ------- | -------- |
| Nombre de personnes: | 914   | 914   | 860     | 764      |
| Différence:          |       | +0 %  | -5,90 % | -11,16 % |

| Année:               | 2023. | 2024. |
| -------------------- | ----- | ----- |
| Nombre de personnes: | 764   | 764   |
| Différence:          |       | +0 %  |